# Great Stambridge
Great Stambridge est un village et une ancienne paroisse civile de l'Essex, en Angleterre.